# Rybitol
Rybitol – organiczny związek chemiczny, pięciowęglowy alkohol wielowodorotlenowy (cukrol). Jest składnikiem witaminy B2 (ryboflawiny), FAD i FMN.